# 江蒨
江蒨（475年—527年），字彥標，济阳考城（今河南省民权县东）人。

## 生平
江蒨從小就很聰警，讀書過目便能背誦而熟記之。被選為國子生，通尚書經，舉高第。江蒨以祕書郎起家，屢次升官司徒東閤祭酒、廬陵王主簿。父親江敩去世後，江蒨在父親的墳墓旁搭屋服喪，齊明帝特派二十位甲丈之士在旁守衛，喪畢他擔任太子洗馬，又多次升遷為司徒左西屬、太子中舍人、祕書丞。
他在501年擔任江州的建安內史，上任一月後，當時聯合荊州勢力反抗中央的雍州刺史蕭衍，正一路往東打到江州，欲至建康推翻齊明帝次子東昏侯的帝位。蕭衍尊奉齊明帝第八子蕭寶融為齊和帝，以齊和帝的名義派宁朔将军刘諓之為新任的建安內史，但江蒨效忠東昏侯，率領兵馬抵抗刘諓之的部隊。501年12月，蕭衍的「義師」攻克建康並殺死東昏侯，江蒨因此被禁錮，但不久又得免罪。梁朝建立後，改任梁朝的官吏
江蒨方雅有風格。宰相徐勉因為出身次門，想和高門甲族的江蒨結親，因此透過江蒨的門客翟景，為第七子徐繇求娶江蒨的女兒，江蒨不答應，由此與徐勉有忤。除散騎常侍，不拜。另外，徐勉又為了孩子的婚事請求於江蒨的弟弟江葺及王泰的女兒，但是二人都拒絕，因此與徐勉有仇怨，被徐勉藉機報仇。
梁武帝蕭衍曾對宰相徐勉說：「江蒨的資歷，應居選部（當吏部尚書）。」徐勉說：「江蒨有眼患，又不悉人物，不合適這個職位。」梁武帝因而作罷。527年，江蒨去世，享年五十三歲。諡為「肅子」。

## 著作
江蒨好學，很熟悉朝廷上各種禮儀的故事，撰有江左遺典三十卷，未完成便去世了。文集十五卷。

## 家族
- 江湛，江蒨的曾祖，宋左光祿、儀同三司。
- 江敩，江蒨的父親，齊太常卿，並重名於前世。
- 江葺，江蒨的弟弟。
- 江紑，江蒨的兒子。

## 評價
梁書作者姚思廉：「江蒨以風格顯，俱為梁室名士焉。」

## 延伸阅读
[在维基数据编辑]
 《梁書·卷21》，出自姚思廉《梁書》